# تامورت النعاج
انبيكة واحة وقرية وبلدية في وسط جنوب موريتانيا عاصمتها.
منذ عام 2012 ، بموجب مرسوم صدر في مجلس الوزراء ، غيرت البلدة اسمها لتصبح مدينة تمورت النعاج ، وعاصمتها مدينة انبيكة.
تضم البلدية أجزاء كبرى من الواد الأبيض وأجزاء كثيرة من وسط وغرب وجنوب هضبة تكانت إضافة إلى وادي وبحيرة (تامورت انعاج) التي منها أخذت البلدية تسميتها..
و((تامورت انعاج)) بحيرة فيضية في واد يمتد يمتد على طول يناهز 100 كلم تشكل هلالا يحيط ولاية تكانت من الجنوب الشرقي إلى الشمال الشرقي .

## جغرافيا

### السكان
خلال التعداد العام للسكان والمساكن لعام 2013 (RGPH) ، كان في نبيكة 20766 نسمة، من بينهم 9830 من الذكور و 10936 من الإناث ، موزعة على 62 منطقة. ونتيجة لذلك ، لا تزال بلدية تاغانت الأكثر اكتظاظًا بالسكان، حيث يبلغ عدد سكانها حوالي 25 ٪ من سكان المنطقة بأكملها.
تعد أكبر تجمع سكاني على هضبة تكانت وأكثر مناطق ولاية تكانت اكتظاظا سكانيا وأكثرها نموا اقتصاديا و نشاطا تجاريا وهي نقطة وصل بين تكانت وبين كثير من الولايات الأخرى وهي المدخل الرئيس لهضبة تكانت للقادمين من الغرب والجنوب والشرق الموريتاني والجنوب الغربي .

## الاقتصاد
يمارس سكانها أنماطا اقتصادية مختلفة كالتجارة والتنمية الحيوانية والزراعة المطرية والمروية إضافة إلى غرس واستغلال واحات النخيل المنتشرة بكثرة في الجزء الشمالي والشمالي الشرقي للبلدية، كما يمارسون أيضا الزراعة الفيضية على جوانب البحيرات المنتشرة على طول الوادي وفيها أكبر تجمع للواحات النخيلية في موريتانيا،

## تضاريس
تشمل تضاريس البلدية الجبال والهضاب والأودية الكبرى إضافة إلى أودية فرعية وسدود كثيرة منتشرة على أعالي الأودية الفرعية التي تصب في تامورت أنعاج أو تصب في السهول الرملية والطينية المنتشرة على أطراف الهضبة الواقع في قلب البلدية والتي يحفها الواديان وادي تامورت والواد الأبيض حيث يشكلان شبه دائرة غير مغلقة حول الهضبة.
وبها أكبر بحيرة موسمية وتصب فيها أكثر من مائة واد من أودية تكانت وغيرها من أودية موريتانيا القادمة من جبال موريتانيا والجزائر وهي تقع في الجهة الغربية والجنوبية والجنوبية الغربية ل هضبة تكانت بوسط موريتانيا.